# Station Unterlüß
Station Unterlüß (Bahnhof Unterlüß) is een spoorwegstation in de Duitse plaats Unterlüß in de deelstaat Nedersaksen. Het station ligt aan de spoorlijn Lehrte - Cuxhaven.

## Indeling
Het station heeft twee eilandperrons met beide twee perronsporen (sporen 5/6 en 8/9). De perrons zijn niet overkapt, maar hebben diverse abri's. De perrons zijn onderling verbonden met een voetgangerstunnel, die ook de straten Weyhäuser Straße en Am Bahnhof verbindt. De sporen 6 en 8 worden hoofdzakelijk gebruikt, de sporen 5 en 9 alleen sporadisch. Spoor 6 en 7 zijn doorgaande sporen. Doordat de  baanvaksnelheid van 200 km/h is, is een deel van het perron van spoor 6 afgestreept in verband met de veiligheid. Aan de westzijde zijn er diverse faciliteiten, zoals parkeerplaatsen, fietsenstallingen en een fietsverhuur. Aan de straat Müdener Straße ligt de bushalte van het station.

## Verbindingen
Het station wordt bediend door treinen van metronom. De volgende treinserie doet het station Unterlüß aan:
| Serie | Treinsoort                  | Route | Bijzonderheden |
| ----- | --------------------------- | --- | -------------- |
| RE 2  | Regional-Express (metronom) | Uelzen – Unterlüß – Celle – Hannover Hbf – Nordstemmen – Elze (Han) – Alfeld (Leine) – Kreiensen – Northeim (Han) – Göttingen |                |

Hamburg-Harburg ·
Meckelfeld ·
Maschen · 
Stelle ·
Ashausen ·
Winsen (Luhe) ·
Radbruch ·
Bardowick ·
Bardowick ·
Lüneburg ·
Bienenbüttel ·
Bad Bevensen ·
Emmendorf ·
Uelzen ·
Suderburg ·
Unterlüß ·
Eschede ·
Celle ·
Ehlershausen ·
Otze ·
Burgdorf (Han) ·
Aligse ·
Lehrte ·